# Habitatges de Francesc Ruhí a la Via Massagué, 44 (Sabadell)
Els Habitatges de Francesc Ruhí a la via de Massagué, 44 és una obra eclèctica de Sabadell (Vallès Occidental) protegida com a Bé Cultural d'Interès Local.

## Descripció
Edifici d'habitatges, entre mitgeres, format per planta baixa i dos pisos. Als baixos hi ha centrat la porta d'accés als pisos i a cada banda una botiga. Al primer pis hi ha un habitatge i dos al segon. Presenta la façana arrebossada i ornamentada amb elements de pedra. Té una tribuna lateral a l'altura del primer pis. Cal destacar les baranes de les balconades i la balustrada de pedra que corona tot l'edifici.

## Història
Els plànols del projecte, que es conserven a l'Arxiu Històric de Sabadell, mostren un edifici igual que el construït, però amb una planta més d'alçada. Es desconeix el motiu de la diferència entre el que es va construir i el que es va projectar.